# Drosera rechingeri
Drosera rechingeri este o specie de plante carnivore din genul Drosera, familia Droseraceae, ordinul Caryophyllales, descrisă de P.Arne K. Strid.
Este endemică în:
- Ashmore-Cartier Is..
- Western Australia.

Conform Catalogue of Life specia Drosera rechingeri nu are subspecii cunoscute.

## Galerie